# Adérito Sedas Nunes
Adérito de Oliveira Sedas Nunes GCSE • GCIP (Lisboa, 1928 — Lisboa, 1991), foi um cientista social, professor universitário e político português.

## Biografia
Ensinou no então Instituto Superior de Ciências Económicas e Financeiras (actual Instituto Superior de Economia e Gestão) da Universidade Técnica de Lisboa, na Academia Militar, no ISCTE - Instituto Universitário de Lisboa, na Universidade Nova de Lisboa e no Instituto de Ciências Sociais da Universidade de Lisboa.
Colaborador na 1.ª série da Revista Análise Social (1963), edição trimestral do Gabinete de Investigações Sociais então sediado no Instituto Superior de Ciências Económicas e Financeiras - UTL -, foi subdiretor desta publicação a partir da 2ª série (1972-),  fundador do actual Instituto de Ciências Sociais da Universidade de Lisboa (1981, por transformação do referido Gabinete de Investigações Sociais), sendo um dos pioneiros da institucionalização da Sociologia em Portugal, com Mário Murteira: "em Portugal a sociologia, enquanto campo disciplinar, começou a emergir, justamente, a partir da economia — num movimento que Mário Murteira acompanhou de perto, enquanto colaborador próximo de Adérito Sedas Nunes e colaborador também da Análise Social desde o seu primeiro volume."(V. Emília Margarida Marques, Análise Social, Vol. XLIII (3.º), 2008 (n.º 188), pp. 655–658.) Ocupou o cargo de Ministro da Coordenação Cultural e da Cultura e Ciência no V Governo Constitucional (1979-1980).
Foi agraciado com a Grã-Cruz da Ordem da Instrução Pública a 6 de Abril de 1988 e a título póstumo com a Grã-Cruz da Antiga, Nobilíssima e Esclarecida Ordem Militar de Sant'Iago da Espada, do Mérito Científico, Literário e Artístico a 21 de Janeiro de 1992.
Foi casado com a escritora Maria Velho da Costa.

## Funções governamentais exercidas
- V Governo Constitucional
  - Ministro da Coordenação Cultural e da Cultura e Ciência